# Deutsche Fechtmeisterschaften 2010
Bei den Deutschen Fechtmeisterschaften 2010 wurden Einzel- und Mannschaftswettbewerbe im Fechtsport nacheinander im Olympiastützpunkt Tauberbischofsheim ausgetragen. Sie wurden vom Deutschen Fechter-Bund organisiert.
Im Herrenflorett wurde Benjamin Kleibrink nach 2005 und 2008 zum dritten Mal deutscher Meister, im Degenfechten gewann Martin Schmitt nach 2006 erneut und im Säbel holte Björn Hübner zum ersten Mal den Titel. Bei den Damen siegte Carolin Golubytskyi erstmals im Florett. Im Degen holte Imke Duplitzer sich zum siebten Mal den Titel und im Säbel Stefanie Kubissa zum zweiten Mal nach 2007.

## Florett
Die Deutschen SAMSUNG Einzel- und Mannschaftsmeisterschaften 2010 fanden vom 9. bis 10. Januar 2010 in Tauberbischofsheim statt. Am 9. Januar wurden die Einzelwettbewerbe ausgefochten, am 10. Januar die Mannschaftswettbewerbe.

### Herrenflorett
| Platz | Sportler              | Verein                |
| ----- | --------------------- | --------------------- |
| 1     | Benjamin Kleibrink    | FC Tauberbischofsheim |
| 2     | Christian Schlechtweg | SC Berlin             |
| 3     | André Weßels          | OFC Bonn              |
| 3     | Richard Breutner      | OFC Bonn              |

### Herrenflorett (Mannschaft)
| Platz | Verein                | Sportler                                                           |
| ----- | --------------------- | ------------------------------------------------------------------ |
| 1     | OFC Bonn              | André Weßels Sebastian Bachmann Richard Breutner Marius Braun      |
| 2     | FC Tauberbischofsheim | Dominik Behr Benjamin Kleibrink Johann Gustinelli Martin Bundschuh |
| 3     | Heidenheimer SB       | Ralf Bißdorf Dan Elsner Eric Betz Marino Bullinger                 |

### Damenflorett
| Platz | Sportler            | Verein                |
| ----- | ------------------- | --------------------- |
| 1     | Carolin Golubytskyi | FC Tauberbischofsheim |
| 2     | Anja Schache        | FC Tauberbischofsheim |
| 3     | Sandra Bingenheimer | FC Tauberbischofsheim |
| 3     | Melanie Wolgast     | FC Tauberbischofsheim |

### Damenflorett (Mannschaft)
| Platz | Verein                  | Sportler                                                            |
| ----- | ----------------------- | ------------------------------------------------------------------- |
| 1     | FC Tauberbischofsheim   | Carolin Golubytskyi Anja Schache Katja Wächter Melanie Wolgast      |
| 2     | SC Berlin               | Martina Zacke Katharina Schult Stefanie Reese Katharina Nettersheim |
| 3     | TSV Bayer 04 Leverkusen | Larissa Merkl Roxanne Merkl Pia Klauck Jacqueline Sohlow            |

## Degen
Die Deutschen BKK ESSANELLE Einzel- und Mannschaftsmeisterschaften 2010 wurden vom 24. bis 25. April 2010 in Tauberbischofsheim ausgetragen (Einzel am Samstag, Mannschaft am Sonntag).

### Herrendegen
| Platz | Sportler            | Verein                  |
| ----- | ------------------- | ----------------------- |
| 1     | Martin Schmitt      | FC Tauberbischofsheim   |
| 2     | Christoph Kneip     | TSV Bayer 04 Leverkusen |
| 3     | Raphael Steinberger | TuS Chlodwig Zülpich    |
| 3     | Jörg Fiedler        | FC Tauberbischofsheim   |

### Herrendegen (Mannschaft)
| Platz | Verein                  | Sportler                                                      |
| ----- | ----------------------- | ------------------------------------------------------------- |
| 1     | FC Tauberbischofsheim   | Jörg Fiedler Martin Schmitt Te-Mao Tran Paul Sawicki          |
| 2     | TSV Bayer 04 Leverkusen | Christoph Kneip Norman Ackermann Rouven Ackermann Tobias Gayk |
| 3     | Heidenheimer SB         | Maximilian Keck Stephan Rein Niklas Multerer Thomas Markovics |

### Damendegen
| Platz | Sportler         | Verein                  |
| ----- | ---------------- | ----------------------- |
| 1     | Imke Duplitzer   | OFC Bonn                |
| 2     | Britta Heidemann | TSV Bayer 04 Leverkusen |
| 3     | Monika Sozanska  | Heidenheimer SB         |
| 3     | Beate Christmann | FC Tauberbischofsheim   |

### Damendegen (Mannschaft)
| Platz | Verein                  | Sportler                                                          |
| ----- | ----------------------- | ----------------------------------------------------------------- |
| 1     | OFC Bonn                | Alexandra Ndolo Cheryl Jahn Imke Duplitzer Sina Dostert           |
| 2     | Heidenheimer SB         | Monika Sozanska Ricarda Multerer Melinda Kövecs Renata Miller     |
| 3     | TSV Bayer 04 Leverkusen | Britta Heidemann Marijana Marković Lina Schneider Julia Morawietz |

## Säbel
Die Deutschen Einzel- und Mannschaftsmeisterschaften 2010 wurden vom 27. (Einzel) bis 28. (Mannschaft) März in Tauberbischofsheim ausgefochten.

### Herrensäbel
| Platz | Sportler            | Verein                |
| ----- | ------------------- | --------------------- |
| 1     | Björn Hübner        | FC Tauberbischofsheim |
| 2     | Nicolas Limbach     | TSV Bayer Dormagen    |
| 3     | Sebastian Schrödter | TSV Bayer Dormagen    |
| 3     | Maximilian Kindler  | TSG Eislingen         |

### Herrensäbel (Mannschaft)
| Platz | Verein                | Sportler                                                                |
| ----- | --------------------- | ----------------------------------------------------------------------- |
| 1     | TSV Bayer Dormagen    | Sebastian Schrödter Benedikt Beisheim Benedikt Wagner Max Hartung       |
| 2     | FC Tauberbischofsheim | Björn Hübner Johannes Klebes Sebastian Flegler Nils Eifler              |
| 3     | TSG Eislingen         | Maximilian Kindler Maximilian Schmelzer Florian Lehnert Stefan Pressmar |

### Damensäbel
| Platz | Sportler         | Verein             |
| ----- | ---------------- | ------------------ |
| 1     | Stefanie Kubissa | TSV Bayer Dormagen |
| 2     | Anna Limbach     | TSV Bayer Dormagen |
| 3     | Sibylle Klemm    | TSG Eislingen      |
| 3     | Davina Hirzmann  | TSV Bayer Dormagen |

### Damensäbel (Mannschaft)
| Platz | Verein                | Sportler                                                          |
| ----- | --------------------- | ----------------------------------------------------------------- |
| 1     | TSV Bayer Dormagen    | Davina Hirzmann Stefanie Kubissa Anna Limbach Lea Scholten        |
| 2     | FC Tauberbischofsheim | Sibylle Klemm Amelie Zerfass Doreen Häntzsch Lisa Freudenberger   |
| 3     | TSG Eislingen         | Julia Pressmar Melis Ercetin Ann-Sophie Kindler Sarah Samendinger |